# 愛德華·安德烈 (領事)

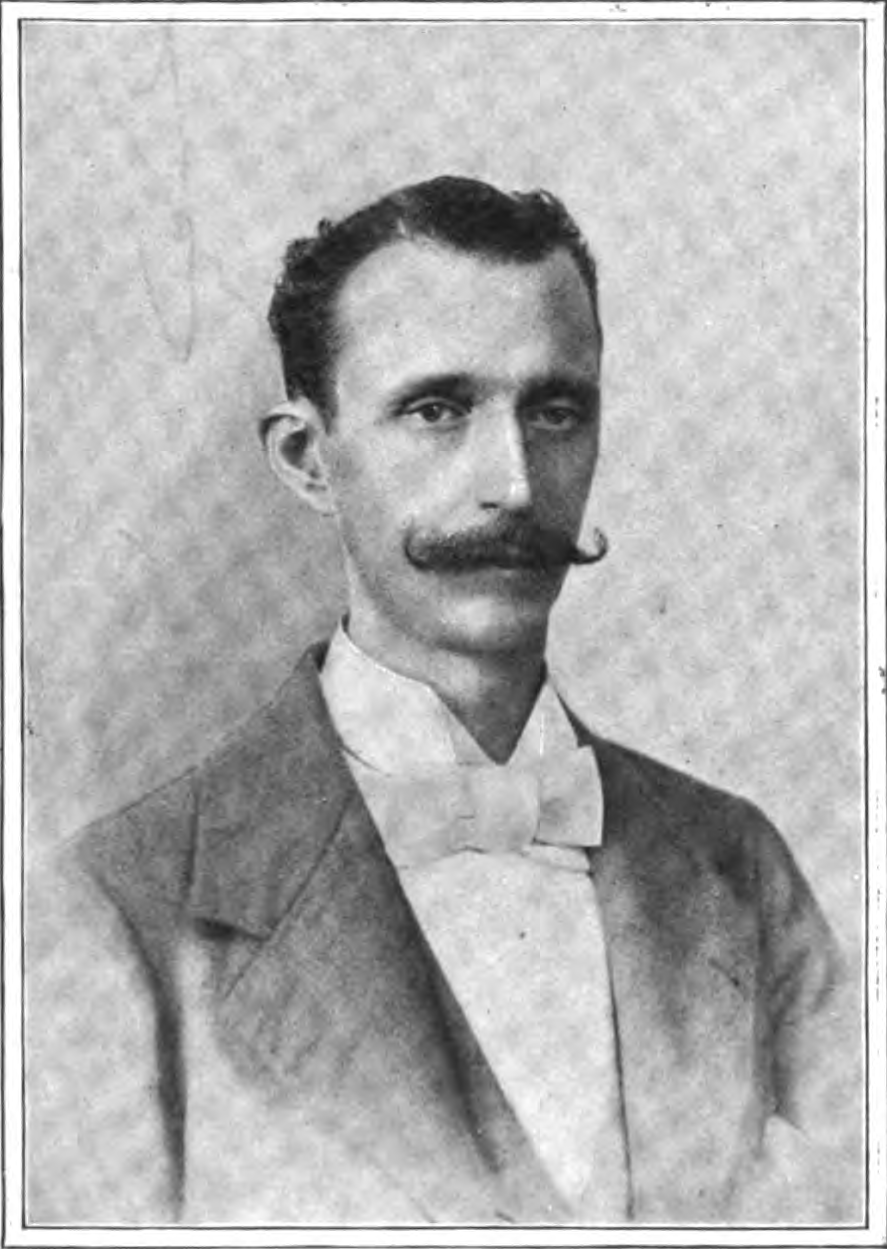

愛德華·安德烈（Édouard André）是1898年擔任比利時駐馬尼拉的領事。美西戰爭時，美國海軍特級上將喬治·杜威尋求他的協助，以幫助西班牙在馬尼拉灣戰役戰敗後在馬尼拉向美國投降的事宜。愛德華·安德烈在英國領事愛德華·亨利·羅森-沃克病逝後擔任此職，並擔任西班牙駐菲律賓總督費爾明·豪德內斯的中間人。